# Марта Џоунс
Марта Џоунс (енгл. Martha Jones) измишљени је лик у британској научнофантастичној телевизијској серији Доктор Ху и њеној спиноф серији Торчвуд. Она је прва тамнопута сапутница у серији и сапутница Десетог Доктора после Роуз Тајлер (Били Пајпер), а пре Доне Нобл (Кетрин Тејт). Према творцу овог лика, Раселу Т. Дејвису, у његовој публицистичкој књизи Доктор Ху: Прича сценаристе, Марта је од почетка развијана са намером да се појави у целом серијалу из 2007. године, а касније да гостује у наредним серијалима и кросовер појављивањима у две спиноф серије. Марта је касније гостовала у другом серијалу Торчвуда и у четвртом Доктора Хуа 2008, као и специјалу „Крај времена − Други део” 2010. године. Марта је такође требало да гостује у серијама Торчвуд и Авантуре Саре Џејн 2009. године, али није могла због глумичиних других радних обавеза.
У оквиру наратива серије, Марта почиње као студенткиња медицине која постаје Докторова сапутница на путу кроз време након догађаја у болници у којој ради. Након више од годину дана (из перспективе Доктора и себе саме) путовања са Доктором, Марта се растаје од Доктора јер препознаје колико је њихов однос постао нездрав. Пошто се вратила у живот на Земљи, верила се и дипломирала медицину, а затим проналази нови ниво независности када су је регрутовали у паранормално војно удружење UNIT и накратко „Торчвуд”. Пошто се сама суочила са смаком света током свог времена са Доктором, Марта је препозната по својим вештинама и на пољу и у медицини.

## Појављивање

### Телевизија
Прво појављивање Фриме Еџимен у Доктору Хуу је било у епизоди другог серијала (2006), „Војска духова”, где је играла Адеолу Ошоди, Мартину рођаку.
Марта Џоунс се први пут појавила у трећем серијалу серије (2007), у епизоди „Смит и Џоунсова”. Када се болница у којој ради телепортовала на Месец, студенткиња медицине Марта помаже у спашавању заједно са ванземаљским путником кроз време познатом само као Доктор (Дејвид Тенант). Како би јој захвалио на помоћи, Доктор је позива да му се придружи на наводно само једном путовању у његовој временској машини ТАРДИС, али је касније прихвата као своју сталну „сапутницу”, признајући да она „никада није била само путница” и чак јој даје кључ од ТАРДИС-а у епизоди „42”. Марта постаје узрујана пошто је Доктор несвестан њених осећања према њему и изражава забринутост да је она једноставно повратна последица Докторовог болног губитка претходне сапутнице Роуз Тајлер (Били Пајпер). Када се Доктор после губитка памћења заљубио у другу жену у дводелној причи „Људска природа” и „Породица крви”, болна Марта јадикује: „Морао си да одеш и да се заљубиш у неког... а то нисам била ја”. У завршници серијала, „Звук бубњева” и „Последњи од Господара времена”, у којима Докторов непријатељ Господар (Џон Сим) преузима власт над планетом Земљом, хватајући и Доктора и капетана Џека Харкнеса (Џон Бароуман), Марта успева да побегне телепортујући се, али остаје сама да спасе свет. У бекству од Господара, она проводи годину дана путујући светом са планом који враћа онеспособљеног Доктора и преокреће време, поништавајући Господареве поступке. Пошто је упамтила догађаја током владавине Господара, Марта тада самовољно напушта ТАРДИС, говорећи Доктору да не може протраћити живот жудећи за неким, када њих двоје не могу да уђу у везу, али обећава да ће га поново видети. Марта, којој глас даје Фрима Еџимен, такође се појављује у анимираној серији Бескрајна потрага из 2007. године, која је емитована у дванаест недељних сегмената током приказивања трећег серијала 2007. године.
Марта се поново појављује у другом серијалу (2008) Торчвуда, спиноф серије Доктора Хуа, која се усредсређује на капетана Џека Харкнеса. Појавивши се први пут у епизоди „Ресет”, као део приче у три епизоде, Џек је привремено регрутовао Марту у организацију Торчвуд која се бави ловом на ванземаљце, захтевајући медицинског стручњака за ванземаљски живот. Током епизоде се открива да је Марта постала „медицинска службеница” за међународну агенцију за истраживање паранормалног UNIT од када се квалификовала за доктора медицине. Марта се накратко придружује „Торчвуду 3” са седиштем у Кардифу као медицински службеник након смрти Овена Харпера (Бурн Горман), али касније напушта организацију у епизоди „Дан у смрти”, када се уверила да Овен може да се врати на дужност после свог васкрсења. Касније у четвртом серијалу Доктора Хуа (2008), Марта се враћа у три епизоде, почевши са дводелном причом „Сонтараначка варка” и „Отровно небо”, путовање са Доктором завршава у епизоди „Докторова ћерка”, у којој упознаје Докторову нову сапутницу Дону Нобл (Кетрин Тејт). У првој епизоди, одлучнија и верена Марта позива Доктора на Земљу да помогне у откривању завере Сонтаранаца. Марта се поново враћа у последње две епизоде серијала „Украдена земља” и „Крај путовања” где је унапређена у америчко одељење UNIT-а и ради на строго тајном пројекту телепортације заснованом на сонтараначкој технологији. Она се окупља заједно са Докторовим сапутницима Џеком и Саром Џејн Смит (Елизабет Слејден) у покушају да се суочи са претњом Давросове (Џулијан Блич) завере да уништи стварност. Суочавајући се са Давросом, Марта прети да ће покренути нуклеарне бојеве главе које ће уништити Земљу како би поштедела људске патње и умањила његове планове, али је Доктор зауставља. У расплету епизоде, Марта одлази са Џеком и бившим сапутником Микијем Смитом (Ноел Кларк), а Џек јој каже „Нисам сигуран за UNIT данас... можда постоји нешто друго што би могла да радиш”.
Упркос незваничној најави на крају четвртог серијала Доктора Хуа, Марта се не појављује у трећем серијалу Торчвуда (2009). Мартино одсуство је објашњено када су ликови комуницирали са официрима UNIT-а у трећем серијалу, познатом као „Деца Земље”; она је на меденом месецу. Уместо Марте, створен је лик Лоис Хабибе (Куш Џамбо). Сцена у „Крају времена” (2010) приказује Марту која је напустила UNIT како би се борила са ванземаљцима са Микијем и удала се за њега, а не за свог претходног вереника. Доктор се појављује пред паром непосредно пре своје регенерације како би их спасио од сонтараначког снајперисте. Еџименова је потписана у улози као Марта Смит-Џоунс.

### Књижевност
Поред телевизијских наступа, лик Марте се појављује и у Доктор Ху романима и стриповима, од којих су неки двосмислени у погледу своје каноничности у односу на телевизијску серију. У књигама, Марта се појављује у низу романа о Доктору Нови низ авантура, који је објавила издавачка кућа BBC Books. Прва објављена књига био је кратки роман Направљен од челика Теренса Дикса (објављен пре њеног првог појављивања на телевизији), а лик се касније појавио у свим романима у серијалу, почевши од Жаоке Зајгонаца Стивена Кола и најскорије у Многим рукама Дејла Смита. Фрима Еџимен физички представља лик на насловној страни сваког романа. Крајем 2008. објављена је Прича о Марти, збирка прича која се усредсређује на Мартине пустоловине између „Звука бубњева” и „Последњих од Господара времена”.
Што се тиче појављивања у стриповима, Марта се појављивала у стриповима Часописа Доктор Ху од броја 381 па надаље и стриповима Авантуре Доктора Хуа од броја 28 па надаље. Лик се такође повремено појављује у низу стрипова Битке у времену. Године 2007. амерички издавач стрипова IDW Publishing (издавач различитих наслова стрипова о Анђелима, Звезданим стазама и Трансформерсима) најавио је своје планове да ураде посвећен низ стрипова Десети Доктор и Марта за америчку публику. На питање о каноничности, извршни уредник IDW-а, Крис Рајал, избегао је то питање рекавши да је све стрипове „благословио” Расел Т. Дејвис, али да је на појединцу колико је канонска свака прича.

### Аудио драме
Марта се такође појављује у BBC Radio 4 Торчвуд драми, „Изгубљене душе”, која је емитована у лето 2008. као поподневна представа у којој се појављују гласови глумаца из Торчвуда и Фрима Еџимен. Смештен између догађаја из серије Торчвуд из 2008. али завршнице Доктора Хуа те године, Марта регрутује Џека, Јанта Џоунса (Гарет Дејвид-Лојд) и Гвен Купер (Ив Мајлс) у Торчвудовој првој међународној пустоловини као део посебне прославе радио-станице, у коју је укључен Велики хадронски сударач у CERN-ју у Женеви. Радња радио специјала усредсређује се на активацију Великог хадронског сударача и сценарио судњег дана за који су неки предвидели да би то могло да подстакне као и на жаљење екипе из "Торчвуда" за Тошико Сато (Наоко Мори) и Овеновом недавнм смрћу у другом делу завршнице другог серијала Торчвуда.
Марта је дебитовала у Торчвуд аудио драми „Дисецирани”, коју је урадио Big Finish Productions, објављеној у фебруару 2020. године. У јулу 2021, Big Finish је најавио нову серију са Еџименовом у главној улози – Година Марте Џоунс – која приказује Марту током године на путу док је Земљом владао Господар, у којој игра Ађоа Андо као Мартина мајка Франсин, која је објављена у децембру.

## Карактеризација

### Концепт
BBC је у саопштењу за штампу од 5. јула 2006. најавио увођење Марте као следећег Докторовог сапутника након Роуз Тајлер (Били Пајпер). Лик је 23-годишња студенткиња медицине из 2008, иако је раније у поступку стварања требало да буде из 1914. године. Као и Роуз, и Мартини чланови породице се појављују у серији: Ађоа Андо игра њену мајку Франсин, Тревор Лерд као њеног оца Клајва (разведеног од Франсин), Гугу Мбата-Ро њену сестру Тиш и Реџи Јејтс њеног брата Леа. Ипак, Еџименова примећује да је Марта „веома независна”, живи сама и скоро је завршила своје медицинске квалификације. Она нема бившег дечка, а сценариста Расел Т. Дејвис је изјавио да она није лезбејка, како се причало у неким круговима да јесте. У чланку који је објавио The Times се нагађа да, пошто Еџименова поседује знање борилачких вештина, можда има „физички приступ” тој улози. Као и њена претходница Роуз, Марта је из Лондона. Брет Милс са Универзитета у Источној Англији претпоставља да је то зато што су ликови из главног града земље „у вези са свим Британцима” јер су виђени као „неутрални”.
Фрима Еџимен рекла је школској публикацији The Newspaper да је Марта старија и сигурнија од Роуз. Еџименова је нагађала да Марта, насупрот томе, путује са Доктором ради пустоловине, а не због потребе за вођством или образовањем (Еџименова је такође рекла за исти лист да се Марта нада да ће се на крају вратити на Земљу и завршити своје медицинско образовање). Поред тога, чини се да је Мартина породица више друштвене класе од Роуз. Док је Роузина породица имала поприлично јасна обележја радничке класе, чини се да је Мартина породица богатија (њен отац поседује нешто што се чини да је Mercedes-Benz кабриолет каснијег модела, а одећа коју носи њена породица је знатно више у складу са модом), вероватно средње или више класе.
Полазећи од низа понављајућих имена свог творца, Марта и њена породица деле презиме „Џоунс” са многим другим ликовима које је створио Расел Т. Дејвис. Најзначајнији међу њима су Харијет Џоунс у Доктору Хуу, Јанто и Јуџин Џоунс у Торчвуду, Јанто Џоунс у серији Моје све моје и Стјуарт Ален Џоунс у серији Тотално квир. Дејвис наводи да му поновно коришћење имена (као што су Тајлер, Смит, Харпер, Харкнес и Џоунс) омогућава да ухвати лик на празној страници. У избору глумице за Марту, глумица Фрима Еџимен је поново добила улогу након своје мање улоге Адеоле Ошоди у епизоди 2. серијала „Војска духова”. Признајући ово, сличност ова два лика је поменута у „Смиту и Џоунсовој” када Марта помиње своју преминулу сестру од тетке, што је такође служило да повеже Марту са већим универзумом Доктора Хуа.

### Развој
Током трећег серијала Доктора Хуа, Марта је чезнула за Докторовом наклоношћу. У својој последњој причи — „Последњи од Господара времена”, Марта је била одвојена од Доктора на годину дана, а пошто је спасила свет одлучила је да се врати на Земљу како би себи дозволила да се квалификује као лекарка, брине о својој разореној породици и превазиђе Докторову немогућност да јој узврати осећања.
Након емитовања епизоде „Последњи од Господара времена”, BBC је објавио да ће се лик вратити на екране у три епизоде 2. серијала Торчвуда пре него што се поново придружи Десетом Доктору Дејвида Тенанта заједно са новом сапутницом Доном Нобл (Кетрин Тејт) у пет епизода у четвртог серијала Доктора Хуа. Појављујући се у Торчвуду, кроз дијалог је објашњено да је Марта медицински специјалиста за UNIT, квалификована лекарка и верна стручњакиња за ванземаљски живот. Појавивши се први пут у епизоди „Ресет” серије Торчвуд, колега сапутник Џек Харкнес потврђује Мартину поузданост својим новим вршњацима, лукаво коментаришући њено огромно искуство. Џон Бароумен је приметио да је Марта на много начина ушла у Торчвуд као њихов надређени пошто ју је запослење у UNIT-у поставило на више овлашћење. У истој епизоди, Марта напомиње да је „беспрекоран извор” препоручио њено запошљавање UNIT-у, што указује да Доктор има највиши ниво вере у Мартине способности. Њена Торчвуд одећа је била посебно израђена да одражава њен развој, а костимограф Реј Холман је изјавио: „Желели смо да јој дамо тај призвук овлашћења са неким професионалним и прилично елегантним оделима”.
Марта је први пут виђена у акцији са UNIT-ом у „Сонтараначој варци” где Дона Нобл, Докторова тренутна сапутница, реагује запрепашћено и подругљиво и пита да ли Доктор све своје пратиоце претвара у „војнике”. Чини се да Доктор такође није одобравао овакво стање све док Марта није одбранила своје намере, подсећајући Доктора да она сама не носи оружје и наводећи да покушава да UNIT учини „бољим” изнутра. Сама Еџименова каже да никада није била забринута да ће Марта постати превише наоружана:
„Никада нисам осетила никакву опасност да се то деси. На крају 3. серијала, борила се годину дана, путовала сама и видела све ове невоље, своју породицу мучену... то утиче на њу. У исто време, наставила је студије да постане лекарка, тако да очигледно још увек има ту брижну страну.”
Марта каже Овену у епизоди Торчвуда „Ресет” да има дечка за којег се открива да је педијатар Томас Милиган у „Сонтараначкој варци” и да су њих двоје верени — што указује да је Марта преболела своју љубав према Доктору. У „Отровном небу” она наводи своју везу са Томасом Милиганом као разлог да остане на Земљи, уместо да се придружи Дони и Доктору у ТАРДИС-у — рекавши да сада има своју велику пустоловину у којој може да ужива. Еџименова сматра да је Мартина веза са Томом „помогла да се учврсти где је она у животу”. Еџименова такође сматра да је било важно да се Мартина мајка Франсин поново појави у „Украденој Земљи”/„Крај путовања” као завршетак онога што се десило породици Џоунс у трећем серијалу: „Сјајно је за публику да зна да су сви ови разговори о томе да Марта жели да остане на Земљи због своје породице. Стварно је дивно видети Ађоу која представља клан Џоунсових, иако се појављује накратко. Она је још увек велики део Мартиног живота.”
Редитељ Еирос Лин коментарише да је продукцијска екипа намеравала да се Еџименова и Кларк придруже Торчвуду у трећем серијалу, али да су их каријере одвеле негде другде. Када су ликови комуницирали са официрима UNIT-а у завршници Деце Земље, Мартино одсуство је објашњено тиме што је била на меденом месецу. Главни сценариста и извршни продуцент Расел Т. Дејвис објашњава да је Еџименова добила улогу у серији Ред и закон: УК пре него што су Деца Земље званично наручена. Пошто јој је Ред и закон нудио 13 епизода годишње, она је одбила Торчвуд, чија сезона је скраћена на 5 епизода. Као одговор на ово, Дејвис је створио лик Лоис Хабибе, коју је играла Куш Џамбо, да буде „нека врста Марте”, она са додатном невиношћу која је изван њене дубине. Међутим, Еџименова није искључила могућност да се врати у серију касније. Дејвис је открио у својој публицистичкој књизи Доктор Ху: Прича сценаристе да је Марта такође требало да се појави у завршници другог серијала Авантура Саре Џејн, „Непријатељ Бејна”, у децембру 2008. али је лик морао да буде замењен ликом из класичне серије, бригадиром Летбриџ-Стјуарт (Николас Кортни), „у последњем тренутку” због Еџименине улоге у серији Ред и закон: УК, а да се Марта појавила, њен лик би се појавио у сва три програма у франшизи.

## Анализа
Академске анализе лика се обично усредсређују на етничку припадност лика (самој Еџименовој су родитељи из Гане, односно Ирана), њену друштвену класу  (средњу) и њен статус узора младим гледаоцима. Марта је описана у новинским извештајима као „први сапутник етничке мањине у 43-годишњој телевизијској историји Доктора Хуа”. Мартин статус „прве тамнопутог сапутника” зависи од тога да ли се Мики Смит (Ноел Кларк) сматра сапутником у серијалу из 2006. године. У свом уводу, Марта је представљена као „нормална” на начин на који претходни сапутници Доктора Хуа нису били. На пример, она постаје први лик који користи лагане псовке када узвикне: „We're on the bloody moon!” Дејвис је сматрао да је овај ниво псовки и нормалан и прикладан, цитирајући филмове о Харију Потеру, према којима је млада публика реаговала смехом, а не шоком када је млади лик опсовао: „Bloody hell”. У неким случајевима, Мартин статус жене из средње класе разликује је од ранијег тамнопутог сапутника Микија Смита који је мушко и, попут Роуз Тајлер, из радничке класе. Чланци који се усредсређују на Мартину расу обично покушавају да направе разлику између Мартиног и Микијевог друштвеног стања и до које мере раса или класа играју улогу.

### Расна питања
За разлику од Роуз и Микија, Марта је из средње класе и факултетски образована. За Мајкла и Маргарет Растин са Универзитета у Источном Лондону, Микијева стална борба за поштовање и признање од Доктора у прва два серијала била је „суптилно истраживање... динамике вишеетничког живота у савременој Британији”. Растинови тврде да се у увођењу лику Марте серија „хвата” за чињеницу „да су црнкиње биле генерално успешније у образовању и професионално од црнаца у савременој Британији”. Као тамнопуту путницу кроз време, сценаристи серије су користили присуство њеног лика као средство за изражавање друштвеног коментара, бавећи се друштвеним питањима као што је расизам, како у прошлим ерама тако и у данашње време.
Као тамнопута путница кроз време, лик Марте омогућава Доктору Хуу да истражује историјска питања која се тичу расе. У епизоди „Шекспиров код”, Марта се пита да ли је безбедна у ери пре еманципације, али Доктор није забринут. Доктор указује Марти (такође сурогату публике) да Енглеска 1599. године „није толико другачија од вашег времена”; црнкиње се виде како шетају међу гомилом код куће и безбедне, а Марта открива неколико глумаца у кросдресингу. Марта убрзо реагује са изненађењем и могућом увредом када Вилијам Шекспир искористи елизабетанске изразе за црнце као што су „blackamoor” и „ethiop”. На тренутак је помислила да би ови изрази могли бити расистички (Доктор се шали да је то „полудела политичка коректност”), али схвата да је Шекспир заправо заљубљен у њу. На крају епизоде, он је назива својом „Тамном дамом”, именом датим жени коју прави Шекспир помиње у великом броју својих сонета; имплицирајући да је Марта била основа за „Тамну даму”. Линди А. Ортија сматра да такве репрезентације из ере Десетог Доктора „прошлости Земље као места срећне и бенигне разноликости” могу имати противрасистичке намере, али на крају банализују расизам за који она тврди да је „заразио” западно друштво вековима. Такви прикази укључују виђења: „Њујорка из ере депресије [који садржи] бараке мешовитих раса које води црнац („Далеци на Менхетну”), док црнкиње насељавају улице и краљевске дворове Викторијанске Енглеске и просветитељске Француске”.
Друге епизоде као што су „Људска природа”/„Породица крви”, смештене у 1913. годину, приказују расизам раније ере (едвардијанско доба). За Ортију, неколико серијала Доктора Хуа који јасно приказују расизам „изванредне су својим присуством: носе реторичку моћ јер су тако ретке у Доктору Хуу”. У „Људској природи”, поред расистичких подсмеха дечака из приватне школа, „сведочимо како су се ствари промениле, када бела медицинска сестра одбија да верује да ће Марта бити студенткиња медицине у будућности, говорећи: 'Жене би могле да се обучавају да буду лекари, али тешко оне вашег запослења или ваше боје.'” Када је посада ТАРДИС-а широм земље означена као терористичка у „Звуку бубњева”, Господар (Сим) каже да Докторови садашњи сапутници „попуњавају сваку демографску кућицу” – мислећи на Мартин пол и етничку припадност и Џеково сексуално опредељење. Касније је Џека (Бароуман) и Марту поменуо као „девојку и наказу”, додајући увреди тврдњу да није сигуран које је које. Епизоде постављене у будућности, напомиње Ортија, чешће су инклузивније и „космополитске” пројекције друштава која су подједнако вишерасна (иако не и вишеетничка) и сексуално либералнија него садашњост, ако не и више. Године 2009, Марта се нашла на списку 20 најбољих тамнопутих научнофантастичних икона од стране часописа Entertainment Weekly.

### Женски узор
Као млада медицинска професионалка, Марта је била у фокусу студија које расправљају о перцепцији младих девојака о „родним репрезентацијама науке, технологије, инжењерства и математике (STEM)”. Путем упитника, истраживачи Кадросвког центра за жене у науци УК-а, инжењерске технологије, замолили су студенте треће, четврте и пете године да „препознају три своја омиљена телевизијска програма и да покушају да се присете и опишу телевизијски програм који су гледали а у коме се ради о науци или да су укључивали научнике.” Истраживачи су сузили ове изборе на само два програма који се „представљају у оквиру омиљених програма и за дечаке и за девојчице... Симпсонови (Channel 4) и Доктор Ху (BBC)”. Истраживање је даље анализирано „представљање тема везаних за STEM” кроз два истакнута женска лика из програма: Лису Симпсон (Јардли Смит) и Марту Џоунс. Ови ликови су одабрани у светлу Штајнкеа и др. предлога да „представљање позитивне телевизијске слике научница може бити посебно ефикасна стратегија за обезбеђивање узора за промовисање занимања девојчица за науку, посебно када непосредна интеракција са људским узорима није могућа”. У чланку се истиче да су Марта и Лиса прилично различите: пре свега: „Лиса је представљена као другачија од многих својих вршњака... „вундеркинд ... који се сматра 'изванредним'” док је Марта: „представљена као местимично 'нормална' млада жена” која за разлику од Лисе позива на самопрепознавање. Мартини покушаји да дијагностикује болеснику болест у својој дебитантској епизоди критикују се као неисправни. То су њени: „одговори на ванредна стања у којима се касније налази, а не њен свакодневни живот” оно што Марту одликује. Њен „нормалан” статус је такође наглашен када постаје први лик „који се чује како псује” у Доктору Хуу. Међутим, упркос њиховим разликама, истраживање је открило многе заједничке карактеристике.
И Лиса и Марта су представљене као ликови који, уместо да им недостају друштвене вештине, играју „централну улогу у односима својих породица” (Дејвид И. Коен описује Лису као „срце породице”, а Марту као „неку врсту миротворца у својој породици”). „Мартина породица”, каже се у чланку, „и њени односи са њом део су наратива који се протеже кроз серију”, који су њена константа упркос аспекту путовања кроз време у серији. „Колико год фантастична и 'нестварна' искуства Марте и Лисе била, она указују да су њихови ликови увек смештени унутар скупа породичних односа које би већина гледалаца препознала као прилично уобичајена.” Док је у Симпсоновима Лиса лик који се највише поистовећује са знањем и световношћу, у Доктору Хуу је тај лик Доктор. Однос моћи који ово пружа Доктору и Марти је доведен у питање у Мартину корист по први пут у епизоди „42” када ванземаљско поседнуће оставља Доктора „уплашеног”. Према речима Еџименове, Марта „мора да преузме контролу”. Ова независност је настављена у „Људској природи”/„Породици крви” за коју Дејвис каже да: „Марта остаје сама да се суочи са чудовиштима. Цела прича не би функционисала да Доктор није веровао Марти”. Марта је такође замољена да сама спасе свет у „Звуку бубњева”/„Последњем од Господара времена”. Када се Марта следећи пут појавила у Торчвуду као официрка UNIT-а и квалификована докторка медицине, „публика је могла да прати Мартину каријеру и види како она добија на стручности и самопоуздању”. У свом резимеу, истраживачи су закључили: „Разговарајући о нашој анализи [Лисе Симпсон и Марте Џоунс], истакли смо начине на које се они могу посматрати и као ликови са којима се млади људи могу препознати, али и као ликови који пружају позитивне узоре у смислу свог односа према STEM-у.